# 萨摩亚交通
萨摩亚交通较落后。

## 公路
萨摩亚公路总里程为866 km。薩摩亞政府於當地時間2009年9月7日5时50分將其道路轉為左行制，以免過度依賴耗油量較高且昂貴的美國制車輛，原受到居民強烈反對，惟當地最高法院駁回當地團體上訴。

## 铁路
萨摩亚目前无铁路。

## 水运
萨摩亚主要港口有阿皮亚， Asau, Mulifanua, Salelologa

## 航空
萨摩亚全国有3个机场，其中有1个国际机场，为“法莱奥洛国际机场”。